# 张嘉汶
张嘉汶（英語：Shir Chong，1988年3月16日—），出生於馬來西亞沙巴州亞庇的模特兒和演員。畢業於马来西亚拉曼大学学院、大众传播學主修文凭學位。曾在大马选秀比赛第3季《我要做 MODEL》摘下冠军头衔，凭着对时尚和面对镜头的敏锐度，成了本地时装设计师及摄影师的首选模特儿，也变成备受瞩目的杂志封面人物。素有“小舒淇”之称的张嘉汶有幸被香港天王黎明选中，参演他首次自导自演的电影《抢红》，并与中国影帝张涵予、中国超模杜鹃等大明星一起在法国拍摄，之后開始跨足影視娛樂產業。2017年，她凭马来西亚电视剧《我的男友不是人》里饰演钟慧美一角，入围第四屆馬來西亞金视奖10强最佳新晋演员。

## 簡介

### 早年經歷
嘉汶在念书时期，偶然经过商场看见时装表演，令她领悟到原来站在伸展台上也可以是一份职业。加上她的个子长得高，故身边很多亲友都鼓励她当模特儿，她觉得挺有趣，于是在玩票性质的状态下参加了马来西亚电视台八度空间举办的《我要做Model》。有着个性坚强和不屈不挠精神的她经过第1季和第2季《我要做Model》失利以后，终于在2009年的第3季《我要做Model》夺下冠军。這個模特大賽的冠軍也讓她開始了她的模特生涯，渐渐在模特圈内平步青云。

### 事業發展
2012年，张嘉汶远征美国让模特之梦待续，结果她成功登上世界模特网及asia models.com国际网站。2015年，她代表马来西亚远赴韩国参加《2015年亚洲模特儿颁奖典礼》荣获“亚洲明星奖”。她在模特儿界待了6年，期间不少人曾找她拍戏，但是她都很抗拒。直到参加了好莱坞导师珍妮哈特曼（Jeanne Hartman）开班教授演技，让她开窍了并对演戏这门学问有了全新见解，可能性及惊喜，她所接拍的第一部电影《抢红》取景于法国南部，阵容庞大的剧组有自导自演的香港艺人黎明、中国超模杜鹃及中国影帝張涵予。接着，她又受法国导演青睐拍摄《灵感》短片，在银幕中饰演一名艺术家。回来马来西亚之后，她也马不停蹄地拍了由导演李添兴执导的《私人补习》独立短片。
回到马来西亚发展演艺事业的她后加入了艺人经纪公司爱娱乐，成为视后吴天瑜的师妹。2016年，她参演了电视剧《我的男友不是人》，饰演“钟慧美”一角，表現精湛獲得评审的认可，入围金視獎10强最佳新晉演員獎。同时，她也陆续获得影视工作的演出机会，分别出演《重案狙擊II》、《美丽新世界之丈夫》、《心门》、《模范家庭》等。

## 影視作品

### 電影
| 上映年份 | 片名               | 角色       | 导演   | 合作演员                                    | 備註 |
| 2017     | 抢红               | 比基尼女郎 | 黎明   | 黎明、張涵予、杜鹃、王耀慶                  |      |
| 2020     | 作战啦！茶室总动员 | 面包莲     | 賴健雄 | 林德榮、尹匯雰、呂銳、李世平、Jaspers賴宇涵 |      |

### 電視劇
| 首播年份 | 劇名             | 角色             | 性質     | 主要演员                                       | 播放平台    |
| 2015     | 我的男友不是人   | 钟慧美           | 領銜主演 | 蘇盈之、葉朝明、吳維彬、釋福如、溫紹平         | NTV7        |
| 2016     | 重案狙擊II       | 阿敏（哑巴杀手） | 客串     | 黃啟銘、王淑君、吳俐璇、曾玟偉                 | NTV7        |
| 2016     | 美丽新世界之丈夫 | 张伟杰           | 单元主角 | 李洺中、苏盈之、蔡佩璇、叶朝明、庄可比         | NTV7        |
| 2017     | 心门             | Janet袁瑞妮      | 領銜主演 | 吴天瑜、黄浩然、\|李洺中、蔡佩璇、溫紹平       | NTV7        |
| 2020     | 模范家庭         | Anna             | 客串     | 涂迎薇（小薇薇）、苏凯漩、徐凯、林佩琦、林家冰 | Astro GO HD |

### 短片
- 私人补习 Tuition [6]

### 纪录片
- A Frame In Time [7]

## 主要獎項

### 戲劇類
| 年份 | 授獎名稱             | 獎項         | 作品名稱           | 角色   | 結果 |
| 2017 | 第四屆馬來西亞金視獎 | 最佳新晉演員 | 《我的男友不是人》 | 钟慧美 | 提名 |

### 節目類
| 年份 | 授獎名稱    | 獎項 | 結果 |
| 2009 | 我要做MODEL | 冠军 | 獲獎 |

### 時尚類
| 年份 | 授獎名稱                                        | 獎項       | 結果 |
| 2015 | 亚洲模特儿颁奖典礼 KMA Star Model Award (Korea) | 亚洲明星奖 | 獲獎 |

## 外部連結
- Shir 张嘉汶的Facebook專頁
- Shir 张嘉汶的Instagram帳戶
- 张嘉汶在互联网电影资料库（IMDb）上的資料（英文）（页面存档备份，存于）